# Symbioses
Symbioses – pierwsza płyta długogrająca holenderskiego Ulyssesa. Płyta ukazała się w 2003. Okładkę (jak w przypadku poprzedniego wydawnictwa) zaprojektowano w kooperacji z Hansem Kantersem.

## Spis Utworów
1. World of confusion (9:04)
2. Disbeliever (6:58)
3. The script (4:18)
4. Hero for one day (6:38)
5. Watching over you (4:03)
6. Unspoken words (15:33)
7. A moment of insanity (10:20)

## Muzycy
- Raymond Jansen – śpiew
- Ronald Eduardo Arie Mozer – instrumenty klawiszowe
- René Shippers – bas
- Sylvester Vogelenzang De Jong – guitary
- René Van Haaren – instrumenty perkusyjne